# Clubiona pomoa
Clubiona pomoa är en spindelart som beskrevs av Willis J. Gertsch 1941. Clubiona pomoa ingår i släktet Clubiona och familjen säckspindlar. Inga underarter finns listade i Catalogue of Life.